# Pasalítes
Pasalítes, en grec moderne : Πασαλίτες, est un village du dème de Mylopótamos, en Crète, en Grèce. Selon le recensement de 2011, la population de Pasalítes compte 37 habitants. Il est situé à une altitude de 280 m, à une distance de 31 km de Pérama et à 6 km de Pánormo.